# 格維茲季亞爾尼亞
50°9′44″N 28°3′49″E / 50.16222°N 28.06361°E
格維茲季亞爾尼亞（烏克蘭語：Гвіздярня），是烏克蘭北部的村莊，隸屬日托米爾州的日托米爾區。該村始建於1850年，面積80.5平方公里，海拔高度219米，2001年人口208。